# Fernando Valera Aparicio
Fernando Valera Aparicio (Madroñera, 20 de febrer de 1899 - París, 13 de febrer de 1982) va ser un polític i escriptor espanyol, nebot de l'escriptor Juan Valera y Alcalá Galiano. Fou funcionari del cadastre des de 1925 a València, on va mantenir relació amb l'escriptor Vicente Blasco Ibáñez. Estant a València, es va afiliar al partit Aliança Republicana que es va integrar en 1929 en el Partit Republicà Radical Socialista que va fundar juntament amb els seus amics Marcel·lí Domingo i Sanjuán, Álvaro de Albornoz i Ángel Galarza. Va encapçalar la candidatura d'aquest partit a l'Ajuntament de València en els famosos comicis municipals de 12 d'abril de 1931 que van dur a la sortida d'Alfons XIII d'Espanya.
Va ser diputat per València a les eleccions generals espanyoles de 1931 i a les eleccions generals espanyoles de 1936. Va ser primer secretari de la Comissió encarregada de redactar la Constitució de 1931. Va ser director general d'Agricultura amb Azaña i sotssecretari de Justícia amb Martínez Barrio. Sotssecretari de Comunicacions i d'Obres Públiques (1932-1937). Al dissoldre's el Partit Radical Socialista es va unir a Martínez Barrio per a fundar Unió Republicana, amb la que es va presentar per Badajoz a les eleccions generals espanyoles de 1936 dintre de les llistes del Front Popular.
Després de la Guerra Civil es va exiliar i va ser Ministre d'Hisenda i últim cap del govern de la República espanyola en l'exili (1971-1977). Després de refugiar-se a França, va tornar a veure's en perill durant l'ocupació nazi. Va passar per Marroc breument, Mèxic i finalment va tornar a París en 1946, on va morir després d'un llarg exili en el que va defensar la legitimitat del govern republicà en l'exili.

## Obres
- El sendero inmóvil (1944)
- Don Juan Valera: el hombre, la vida y la obra (1944)
- La guerra de los descarriados de Salomón Ben Maimún (1945)
- Diálogos de las Españas (1963)
- Actualidad de la idea Federal (Mèxic, 1964)
- Evolución de España (1967)
- Dialogos de las Españas (Mèxic, 1967)
- Reivindicación d'un pueblo calumniado (1968)
- Socialismo Libre Frente a Mitología Revolucionaria (Mèxic, 1973)
- Ni Caudillo ni rey: Republica (Mèxic, 1974)
- Mitos de la burguesía (1976).
- Autonomía y Federación (París-1977)
- Los mal llamados años de la segunda República (Mislata-València, 1978)